# Марк Андреессен
Марк Ловелл Андреессен (англ. Marc Lowell Andreessen; нар. 9 липня 1971) — американський інженер, інвестор та підприємець. Співавтор першого популярного браузера — NCSA Mosaic. Співзасновник корпорації Netscape Communications. Співзасновник та генеральний партнер венчурного фонду Andreessen Horowitz. Співзасновник компанії Opsware та платформи Ning. Член ради директорів компаній Facebook, eBay та Hewlett Packard Enterprise.